# Forca replicativa
Nei procarioti, la molecola di DNA è chiusa ad anello. In occasione della replicazione del DNA, questo anello si apre (le due eliche che lo formano si aprono) creando due forcelle o forche di replicazione (o forcella replicativa). 
In ciascuna forcella, il distacco delle due eliche avviene ad opera di un enzima chiamato elicasi. 
Ciò garantisce che le due eliche siano, in ambito replicativo, indipendenti, permettendo la sintesi su ciascuna di esse di un'elica "figlia" a opera dell'enzima DNA polimerasi.